# 施拉泰因河
49°45′34″N 12°10′50″E / 49.75955°N 12.18066°E
施拉泰因河（德語：Schlattein），是德國的河流，位於該國東南部，由巴伐利亞負責管轄，屬於瓦爾德納布河的左支流，河道全長11.5公里，流域面積51.7平方公里。